# Ghiacciaio Stratton
Il ghiacciaio Stratton è un vasto ghiacciaio lungo 37 km, che fluisce in direzione nord a partire dal Pointer Nunatak e poi si dirige  verso nordovest a nord del Monte Weston; è situato nella Catena di Shackleton, nella Terra di Coats in Antartide.
Fu mappato per la prima volta dalla Commonwealth Trans-Antarctic Expedition (CTAE) nel 1957. L'attuale denominazione fu assegnata in onore di David G. Stratton, vice-responsabile della componente transpolare della Commonwealth Trans-Antarctic Expedition nel 1956-58.